# ستيفن دوغلاس جونسون
ستيفن دوغلاس جونسون (بالإنجليزية: Stephen Douglas Johnson)‏ هو عضو مجموعة ضغط ومحامي أمريكي، ولد في 1963، وتوفي في 2003.